# Тюри (Эстония)
Тю́ри (эст. Türi) — город без муниципального статуса в центре Эстонии в уезде Ярвамаа, является волостным центром и составной частью волости Тюри.

## География и описание
Расположен на реке Пярну. Железнодорожная станция на линии Таллин — Вильянди.
Климат умеренный. Официальный язык — эстонский. Почтовый индекс — 72213.

## Население
По данным переписи населения 2011 года, число жителей Тюри составляло 5410 человек, из них 5125 (94,7 %) — эстонцы.
По данным переписи населения 2021 года, в городе насчитывалось 5129 жителей, из них 4839 (94,6 %) — эстонцы.
Численность населения города Тюри:
| Год  | 1925 | 1934   | 1941   | 1959   | 1970   | 1979   | 1989   | 2000   | 2011   | 2021   |
| ---- | ---- | ------ | ------ | ------ | ------ | ------ | ------ | ------ | ------ | ------ |
| Чел. | 2100 | ↗ 2903 | ↗ 3594 | ↗ 5625 | ↗ 6275 | ↗ 6626 | ↗ 6862 | ↘ 6324 | ↘ 5125 | ↗ 5129 |

## История
В атласе Меллина 1798 года упоминается как Türri. В конце XIX — начале XX века населённый пункт носил название деревня Тургель и местечко Тургель (нем. Flecken Turgel).
В 1950—1959 годах был центром Тюриского района.
До 2005 года являлся самостоятельным муниципалитетом.

## Достопримечательности
- Храм Святой Троицы (Эстонская православная церковь Московского Патриархата).
- Тюриская лютеранская церковь,  памятник архитектуры[9]
- Монумент Освободительной войне,  исторический памятник[10].
- Братская могила погибших во Второй мировой войне,  исторический памятник. На плите перечислены 8 имён и выбит текст на эстонском языке: «Слава борцам, павшим за свободу Эстонии» («Au Eesti langenud vabadusvõitlejatele»)[11].
- Братская могила жертв террора,  исторический памятник[12].
- Братская могила погибших во Второй мировой войне,  исторический памятник[13]. Под скульптурой советского солдата с винтовкой в руках и флагом за спиной две плиты с надписями на эстонском и русском языках: «Здесь похоронены 83 бойца 10 стрелкового корпуса Советской армии, которые героически пали в боях за Родину в годы Великой Отечественной войны».

Рабочая группа по советским памятникам при Госканцелярии Эстонии в 2022 году пришла к выводу, что памятник — советский (эст. punamonument, «красный монумент») и его необходимо убрать. Так как скульптура имеет высокую художественную ценность, её рекомендовано переместить в музей.

## Города-побратимы
Города-побратимы бывшего городского муниципалитета Тюри:
- Альтеа, Испания
- Бад-Кёцтинг, Германия
- Бандоран, Ирландия
- Белладжо, Италия
- Гранвиль, Франция
- Зволен, Словакия
- Инкоо, Финляндия
- Карккила, Финляндия
- Кийкала, Финляндия
- Кёсег, Венгрия
- Лоймаа, Финляндия
- Марсаскала, Мальта
- Мерссен, Нидерланды
- Нидеранвен, Люксембург
- Омоль, Швеция
- Превеза, Греция
- Пренай, Литва
- Сезимбра, Португалия
- Сигулда, Латвия
- Сиунтио, Финляндия
- Сушице, Чехия
- Сякюля, Финляндия
- Укселёсунд, Швеция
- Уффализ, Бельгия
- Фрогн, Норвегия
- Хойна, Польша
- Хольстебро, Дания
- Шерборн, Великобритания
- Юденбург, Австрия

## Галерея
- Озеро Тюри
- Озеро Тюри
- Лютеранская церковь
- Кладбище
- Паровоз К-4-110
- Станция Тюри
- Дом культуры
- Музей вещания
- Тюри в 1929 году